# Resolución 34 del Consejo de Seguridad de las Naciones Unidas
La resolución 34 del Consejo de Seguridad de las Naciones Unidas, adoptada el 15 de septiembre de 1947, excluyó las disputas entre Grecia y Albania y entre Yugoslavia y Bulgaria por otra, de las cuestiones en las que se ocupa el Consejo.
La resolución fue adoptada con nueve votos a favor y con la abstención de Polonia y la Unión Soviética.